# Tir als Jocs Olímpics d'estiu de 1908 - Carrabina, blanc cec
La competició de carrabina, blanc cec va ser una de les quinze proves de programa de Tir dels Jocs Olímpics de Londres de 1908. Es disputà l'11 de juliol de 1908 i hi van prendre part 22 tiradors procedents de 5 nacions diferents.
La puntuació màxima possible era de 45 punts i fins a 8 tiradors la van aconseguir. Es desconeix el mètode emprat per desfer l'empat.

## Medallistes
| Or                   | Plata                | Bronze              |
| William Styles (GBR) | Harold Hawkins (GBR) | Edward Amoore (GBR) |

## Resultats
| Pos. | Tirador                      | Puntuació |
| ---- | ---------------------------- | --------- |
| 1    | William Styles (GBR)         | 45        |
| 2    | Harold Hawkins (GBR)         | 45        |
| 3    | Edward Amoore (GBR)          | 45        |
| 4    | William Milne (GBR)          | 45        |
| 5    | James Milne (GBR)            | 45        |
| 6    | Arthur Wilde (GBR)           | 45        |
| 7    | Vilhelm Carlberg (SWE)       | 45        |
| 8    | Harold Humby (GBR)           | 45        |
| 9    | Eric Carlberg (SWE)          | 42        |
| 9    | John Fleming (GBR)           | 42        |
| 9    | Maurice Matthews (GBR)       | 42        |
| 9    | Edward Newitt (GBR)          | 42        |
| 9    | Otto von Rosen (SWE)         | 42        |
| 9    | Franz-Albert Schartau (SWE)  | 42        |
| 15   | Johan Hübner von Holst (SWE) | 39        |
| 15   | William Pimm (GBR)           | 39        |
| 15   | Philip Plater (GBR)          | 39        |
| 18   | William Hill (ANZ)           | 36        |
| 19   | André Mercier (FRA)          | 30        |
| 19   | Walter Winans (USA)          | 30        |
| 21   | Léon Johnson (FRA)           | 24        |
| 22   | Léon Tétart (FRA)            | 21        |